# Stipa purpurea
Stipa purpurea là một loài thực vật có hoa trong họ Hòa thảo. Loài này được Griseb. miêu tả khoa học đầu tiên năm 1868.